# ふれあいバス (岐阜県)
ふれあいバス（ふれあいバス）とは、かつて岐阜県が運行していたコミュニティバスである。東海道本線西岐阜駅と県民ふれあい会館を結ぶ路線だった。 岐阜県が所有する車両を貸与、県民ふれあい会館を運営する指定管理者により運行されていた。
2011年3月31日をもって運行終了し、今後は同地区にて運行されている「西ぎふ・くるくるバス」が代替交通機関となる。
バスは1号～3号の3台（1台は予備車輌）で運行していた。

## ルート
- 県民ふれあい会館→福祉・農業会館→県民ふれあい会館南→岐阜県庁（バスターミナル側）→JR西岐阜駅→県図書館・美術館→岐阜市科学館→JR西岐阜駅→岐阜県庁（岐阜県庁舎）→県民ふれあい会館→福祉・農業会館

## 運賃
- 無料

## 運休日
- 県民ふれあい会館の休館日（12月27日～1月3日、及び2月の臨時休館日）は運休。

## 歴史
- 1993年（平成5年）10月：県民ふれあい会館が開館。その交通手段として運行開始。県民ふれあい会館～岐阜県庁～JR西岐阜駅の循環運行。
- 2002年（平成14年）3月：県図書館・美術館、岐阜市科学館、福祉・農業会館バス停を設置。バスの台数を3台に増加。福祉・農業会館～県民ふれあい会館～岐阜県庁～JR西岐阜駅の循環運行。
- 2006年（平成18年）6月：現在の路線に変更。
- 2007年（平成19年）7月：1号車を廃車。新規に2台導入。
- 2011年（平成23年）3月31日：運行終了。

## 車両
バス車両は、小型バス・マイクロバス（自家用バス）が使われていた。定員は21名。
クセニッツCITY-III、三菱ふそう・ローザ、日野・レインボーなどが使用されてきた。
2007年7月27日には1号車が引退、トヨタ・コースター（2台）による運行が始まった。